# Mourecotelles andinus
Mourecotelles andinus är en biart som först beskrevs av Ruiz 1939.  Mourecotelles andinus ingår i släktet Mourecotelles och familjen korttungebin. Inga underarter finns listade i Catalogue of Life.